# X-Men: Mutant Apocalypse
X-Men: Mutant Apocalypse is een computerspel dat werd ontwikkeld en uitgebracht door de Japanse gameproducent Capcom voor het platform Super Nintendo Entertainment System. Het spel werd uitgebracht in 1994. Het spel is gebaseerd op het gelijknamige stripverhaal en televisieserie. De speler bestuurt vijf X-men en moet deze vrijspelen uit het Genosha-eilandcomplex. De spelvoortgang kan bewaard worden met een wachtwoord.

## Ontvangst
| Beoordeeld door                      | Datum          | Score |
| ------------------------------------ | -------------- | ----- |
| Game Informer Magazine               | oktober 2004   | 82%   |
| GamePro (USA)                        | februari 1995  | 80%   |
| Digital Press - Classic Video Games  | 3 januari 2005 | 80%   |
| Game Players                         | december 1994  | 80%   |
| Electronic Gaming Monthly (EGM)      | januari 1995   | 78%   |
| Power Unlimited                      | juli 1995      | 76%   |
| The Video Game Critic                | 15 juli 2000   | 75%   |
| Video Games & Computer Entertainment | januari 1995   | 70%   |
| All Game Guide                       | 1998           | 70%   |
| Mega Fun                             | januari 1995   | 70%   |